# Carodnia
Carodnia és un mamífer meridiungulat extint del Paleocè de Sud-amèrica. Està relacionat amb l'ordre dels piroteris, dels quals possiblement és l'avantpassat.
Era un animal de la mida d'un tapir. Era molt similar a alguns condilartres i dinocerat, però mancava d'ullals i ossicons.